# Ignacio Jara
Ignacio Andrés Jara Vargas, mais conhecido apenas como Ignacio Jara (pronúncia espanhola: [iɣˈnaθjo ˈxaɾa]) (Santiago, 28 de janeiro de 1997) é um futebolista chileno, que atua como meio-campista. Atualmente, joga pelo Colo Colo.

## Carreira
Iniciou como jogador de futebol profissional nos juvenis do Cobreloa do Chile em 2006, estreou na partida contra o Everton de Viña del Mar em um amistoso também. 
Ele foi convocado pelo técnico Juan Antonio Pizzi para a Seleção Chilena em 27 de maio de 2016 contra a Seleção Jamaicana, ele foi jogador alternativo durante toda a partida e a partida do México também em 1 de junho de 2016, seu segundo futebol nacional absoluto. Combine. Ele foi convocado para a Copa América Centenario . 
Ele estreou profissionalmente no jogo Cobreloa x Ñublense, válido pela sexta semana de jogos da Primera B do Chile, em 10 de setembro de 2016. Ele entrou aos 83 'substituindo Josepablo Monreal , seu primeiro gol foi na partida Cobreloa x Deportes La Serena, válida para a competição Copa Chile 2016.
Em 2020, foi emprestado ao Goiás.